# Szentiván (Szlovákia)
Szentiván (szlovákul Liptovský Ján) község Szlovákiában, a Zsolnai kerület Liptószentmiklósi járásában.

## Fekvése

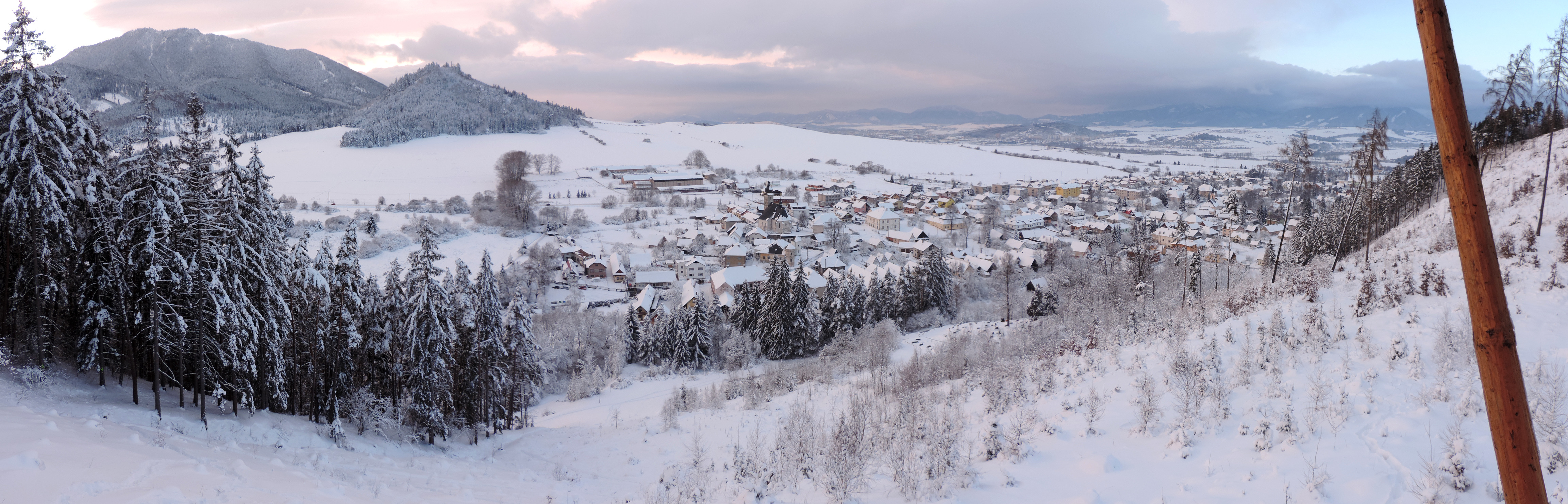
Szentiván télen

A Liptói-medencében, Liptószentmiklóstól 5 km-re délkeletre, az Alacsony-Tátra északi peremén, a Szentiváni-völgy kapujában fekszik.

## Története
A régészeti leletek tanúsága szerint területén a bronzkorban a lausitzi kultúra települése állt itt.
A falu a 13. században keletkezett azon a területen – a Plostin és a Bocianka-patak között –, melyet 1263-ban IV. Béla király adott Budimir comesnek. 1263-ban még „Vezverys” néven említi először oklevél és 1286-ban is „Vesueres” néven szerepel. Ezután épülhetett fel első temploma, melyet Keresztelő Szent János tiszteletére szenteltek és a falut ezután már templomáról nevezték el. 1358-ban „Zenth Ivan”, 1380-ban „Zentyan”, „Zentyuan”, „Sendywan”, „Zentiwan”, 1386-ban „S. Johannes”, 1479-ben „Zenth Janus” alakban említik a korabeli források. A falu a Szent-Iványi család ősi fészke. A 16. században határában, a Bocianka-patak mellett aranybányát nyitottak. A 16. századtól kezdték felismerni meleg vizű forrásainak jelentőségét is. A község területén 9 meleg vizű forrás található, közülük a legnevezetesebb a Rudolf-forrás. 1784-ben 112 házában 955 lakos élt.
A 18. század végén Vályi András így ír róla: „SZENT IVÁN. Tót falu Liptó Várm. földes Ura Sz. Iványi Uraság, lakosai katolikusok, fekszik Boczához 1 1/2 mértföldnyire; savanyú vize, ’s kriptája nevezetesíti; határja középszerű.”
1828-ban 142 házát 907-en lakták. Lakói többnyire zsellérek voltak, akik a nemesi birtokokon dolgoztak. A 19. század második felétől sokan vállaltak kőműves munkákat a rohamosan épülő Budapesten. A trianoni diktátumig Liptó vármegye Liptószentmiklósi járásához tartozott.
A fürdőt 1929–1930-ban építették ki, vendégei között a környékbeli lakosokon kívül sok magyar és német is volt.

## Neves személyek
- Itt született 1633-ban Szentiványi Márton jezsuita hittudós, polihisztor, egyetemi tanár, író.
- Itt született 1815-ben Szentiványi Márton valóságos belső titkos tanácsos, főispán, a főrendiház tagja.
- Itt született 1904-ben Ján Stanislav szlovák nyelvészprofesszor, szlavista.

## Népessége
| Év:            | 1994. | 2004.   | 2014.    | 2024.   |
| -------------- | ----- | ------- | -------- | ------- |
| Emberek száma: | 830   | 819     | 1055     | 1102    |
| Eltérés:       |       | -1,32 % | +28,81 % | +4,45 % |

| Év:            | 2023. | 2024.   |
| -------------- | ----- | ------- |
| Emberek száma: | 1087  | 1102    |
| Eltérés:       |       | +1,37 % |

1880-ban 979-en lakták, ebből 826 szlovák és 60 magyar anyanyelvű.
1890-ben 921 lakosából 823 szlovák és 56 magyar anyanyelvű volt.
1900-ban 881-en lakták: 795 szlovák és 55 magyar anyanyelvű.
1910-ben 808-an lakták, ebből 736 szlovák és 56 magyar anyanyelvű.
1921-ben 933 lakosából 839 csehszlovák és 13 magyar volt.
1930-ban 817-en lakták: 806 csehszlovák és 7 magyar.
1991-ben 864 lakosából 848 szlovák és 1 magyar volt.
2001-ben 846 lakosából 828 szlovák és 1 magyar volt.
2011-ben 953-an lakták, ebből 924 szlovák és 1 magyar.

## Nevezetességei

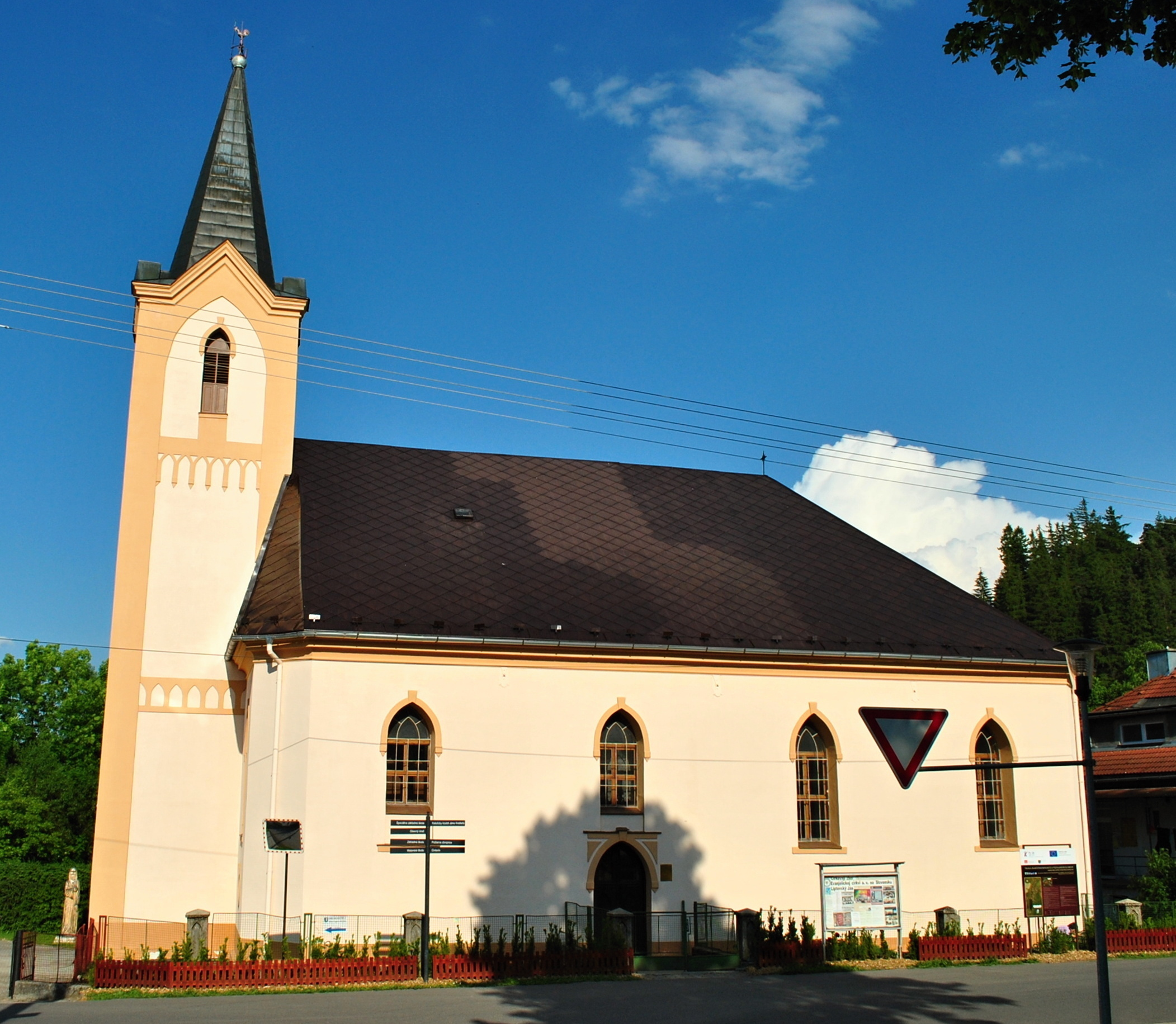
Evangélikus templom
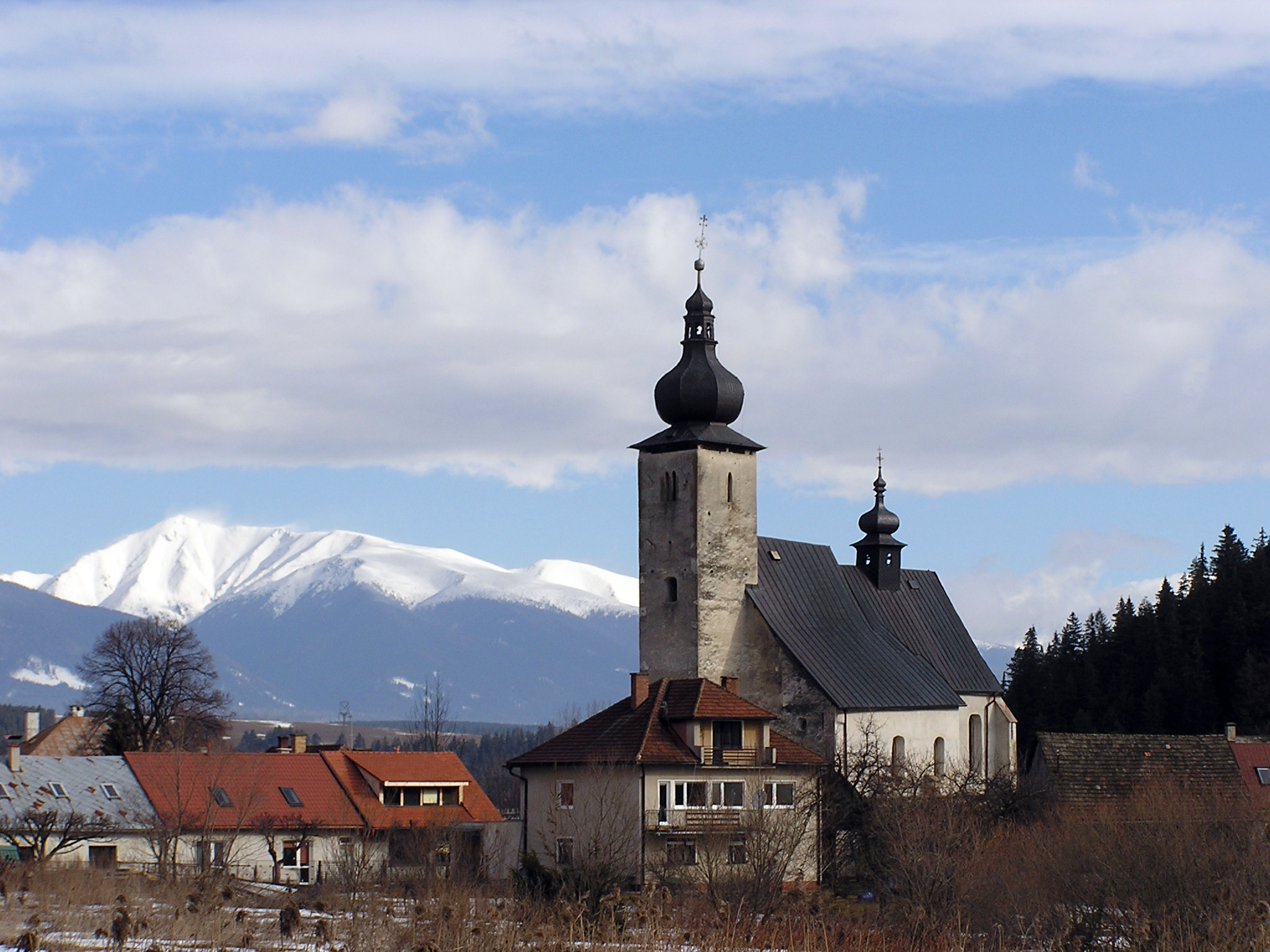
Keresztelő Szent János templom
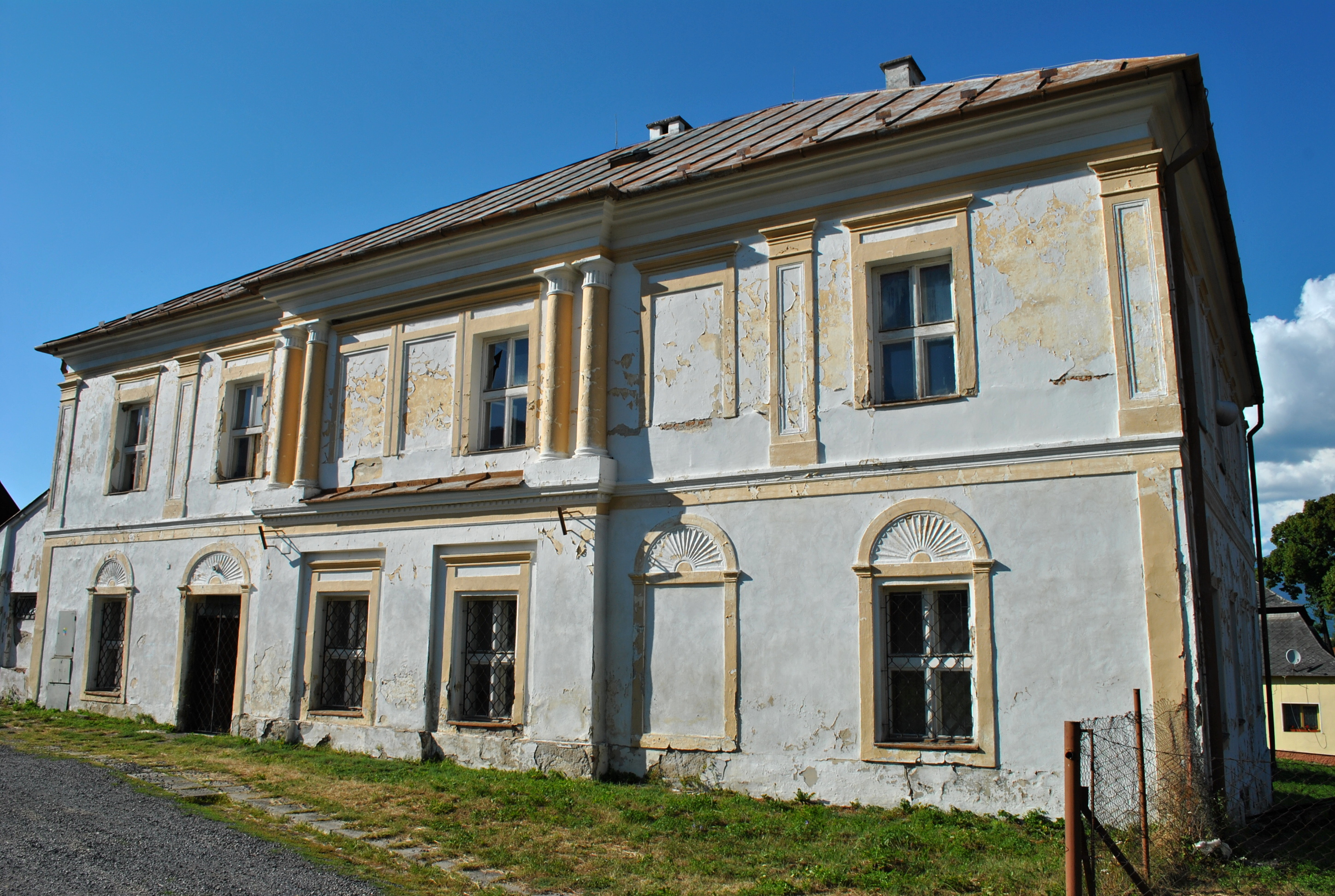
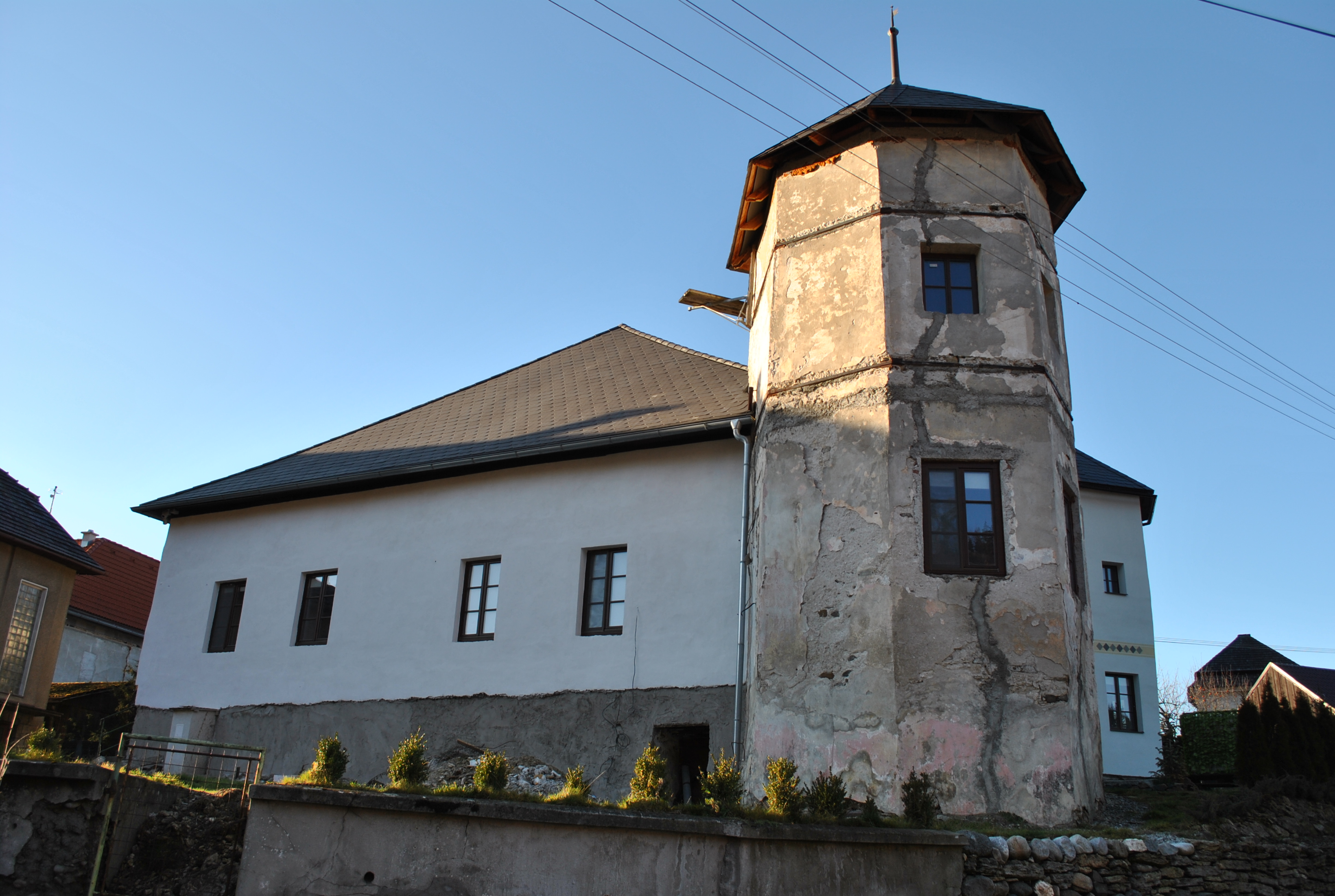
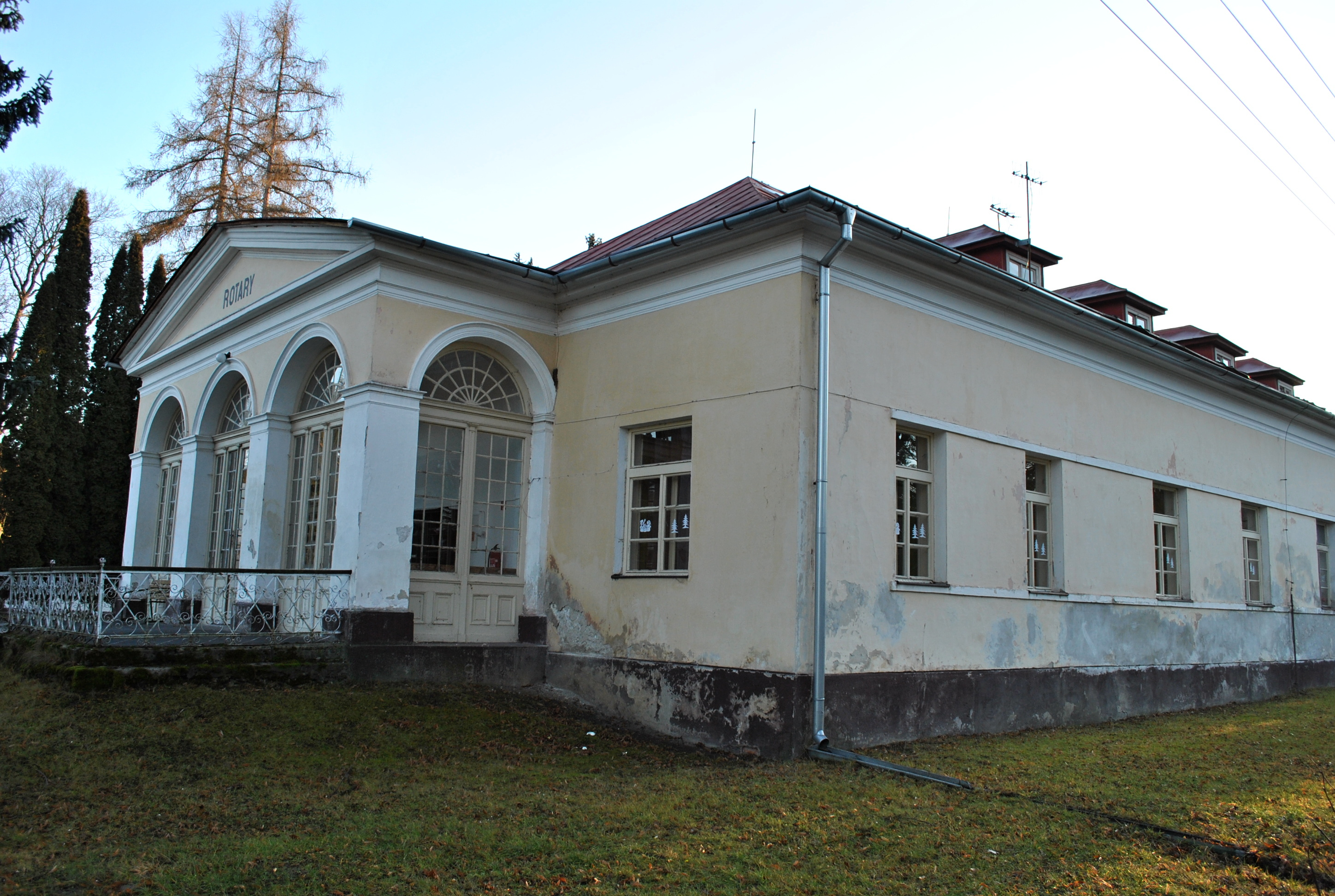
Szentiványi kastély

- A Szent-Iványi családnak a faluban három kiskastélya áll, ezek reneszánsz, barokk és klasszicista stílusúak. Legismertebb a 17. században épített fürdőházas kastély, melyet később klasszicista stílusban felújítottak.
- A település gyógyüdülőhely meleg vizű forrásokkal, fürdőit 1928-29-ben felújították. Termálfürdője és fedett uszodája van, ezenkívül 50 m-es úszómedence, 2 gyermekmedence, 1 pihenőmedence áll rendelkezésre, amelyekben a 28.2 °C fokos Rudolf-forrás vizét használják fel. Termálvize bizonyítottan gyógyhatású, bőrbetegségekre, mozgásszervi megbetegedésekre, anyagcsere zavarokra, női betegségekre, idegrendszeri-, szív- és érrendszeri megbetegedésekre gyógyító hatású.
- Keresztelő Szent Jánosnak szentelt római katolikus temploma 1380 körül épült, a 17. században védőfallal vették körül, majd a 18. században barokk stílusban felújították.[6]
- Evangélikus temploma 1785-ben épült, az 1907. évi nagy tűzvész után felújították.[6]

## Külső hivatkozások
- Liptovskyjan.sk
- E-obce.sk[halott link]
- Községinfó
- Szentiván Szlovákia térképén
- A község az Alacsony-Tátra turisztikai honlapján